# DVD-R DL
DVD-R DL (DL significa Doble Capa de las siglas en inglés Dual Layer), también llamado DVD-R9, es un derivado del formato estándar DVD-R. Los discos DVD-R DL contienen 8,5 GB al utilizar dos capas de tinte grabables, cada una capaz de almacenar un poco menos que los 4.7 gigabytes (GB) de un disco de una sola capa, casi duplicando la capacidad total del disco. Los discos se pueden leer en muchos dispositivos de DVD (las unidades más antiguas son menos compatibles) y solo se pueden escribir usando grabadoras compatibles con DVD-R DL. Forma parte de las tecnologías de grabación de disco óptico para una grabación digital a ser un disco óptico.
| DVD-R DL          | Capacidad                           | Capacidad                           |
| Tamaño Físico     | Capacidad Nominal en GB (109 bytes) | Capacidad Típica en GiB (230 bytes) |
| ----------------- | ----------------------------------- | ----------------------------------- |
| 12 cm, una cara   | 8.5                                 | 7.96                                |
| 12 cm, doble cara | 17.1                                | 15.91                               |
| 8 cm, una cara    | 2.6 - 2.7                           | 2.47                                |
| 8 cm, doble cara  | 5.3                                 | 4.94                                |

DVD-R DL tiene problemas de compatibilidad con unidades de DVD-ROM heredadas conocidas como un cabezal de recogida de desbordamiento de búfer. Para evitar este problema, las dos capas del disco deben grabarse por igual. Pero esto es una contradicción con la naturaleza secuencial de la grabación de DVD. Así, DVD Forum bajo el liderazgo de Pioneer, desarrolló una tecnología conocida como Layer Jump Recording (LJR), que registra gradualmente secciones más pequeñas de cada capa para mantener la compatibilidad con las unidades de DVD-ROM. Los medios DVD-R DL han sido descontinuados por la mayoría de los fabricantes. DVD+R DL está dominando el mercado de los medios de doble capa, y actualmente la mayoría de DVD-R DL se pueden conseguir en Tailandia.

## Grabación de Doble Capa
La grabación de doble capa permite que los discos DVD-R y DVD+R almacenen significativamente más datos, hasta 8.5 GB, por disco, en comparación con 4.7 GB para discos de una sola capa. DVD-R DL fue desarrollado para el DVD Forum por Pioneer Corporation, DVD+R DL (formalmente conocido como Double Layer) fue desarrollado para DVD+RW Alliance por Philips y Mitsubishi Kagaku Medios (MKM).
Un disco de doble capa difiere de su contraparte habitual de DVD al emplear una segunda capa física dentro del propio disco. La unidad con capacidad de doble capa accede a la segunda capa haciendo brillar el láser a través de la primera capa semitransparente. El cambio de capa puede exhibir una pausa notable en algunos reproductores de DVD's, hasta varios segundos. Esto causó que más de unos pocos espectadores se preocuparan de que sus discos de doble capa estuvieran dañados o defectuosos, con el resultado final de que los estudios comenzaron a enumerar un mensaje estándar que explicaba el efecto de pausa de doble capa en todos los empaques de disco de doble capa.
La disposición apilada y brillante de las capas viene con un pequeño aumento en la tasa de error debido a la menor reflectividad de las capas escritas y un pequeño riesgo similar de interferencia de diafonía. Una de las técnicas empleadas para ayudar a compensar estas deficiencias de confiabilidad es un aumento del 10% en la longitud mínima de la marca (digital 0 o 1) en el disco, con un aumento correspondiente del 10% en la velocidad de rotación y una reducción del 10% en la capacidad bruta de grabación, contabilizando para la menor capacidad de un DVD de doble capa de una sola cara a 8,5 mil millones de bytes, en comparación con un DVD de doble capa de doble tamaño a 9,4 mil millones (para discos de 12 cm). Las diferencias de detalle en el formato y la estructura del archivo significan que la capacidad del área de datos "utilizable" no cambia exactamente tanto, pero para todos los efectos, un DVD-R DL tiene efectivamente 20/11 de la capacidad de un DVD-R SL, y lo mismo ocurre para discos +R, prensados comercialmente, y 8 cm.
Los discos DVD grabables que admiten esta tecnología son compatibles con algunos reproductores de DVD y unidades DVD-ROM existentes. Muchas grabadoras de DVD actuales admiten la tecnología de doble capa, y el precio ahora es comparable al de las unidades de una sola capa, aunque los medios en blanco siguen siendo más caros. Las velocidades de grabación alcanzadas por los medios de doble capa todavía están muy por debajo de las de los medios de una sola capa.
Hay dos modos para la orientación de doble capa. Con la Ruta de Pista Paralela (RPP), utilizada en DVD-ROM, ambas capas comienzan en el Diámetro Interno (DI) y terminan en el Diámetro Externo (DE) con la salida. Con Opposite Track Path (OTP), utilizado en DVD de Video, la capa inferior comienza en la ID y la capa superior comienza en el OD donde termina la primera capa. Las dos capas comparten una entrada y una salida. Actualmente solo están disponibles los discos en blanco y las unidades que admiten el último modo.

## Comparación de la Capacidad de un DVD Grabable
A modo de comparación, la siguiente tabla muestra las capacidades de almacenamiento de los cuatro medios de grabación de DVD más comunes, exceptuando el DVD-RAM. (SL) significa discos estándar de una sola capa (de la variante en inglés Single-Layer), mientras que (DL) denota las variantes de doble capa (en las siglas en inglés Dual-Layer).
| Tipo de Disco | Número de Sectores para Datos (cada 2,048 B) | Capacidad en Bytes | Capacidad Nominal en GB (109 bytes) |
| ------------- | -------------------------------------------- | ------------------ | ----------------------------------- |
| DVD-R (SL)    | 2,298,496                                    | 4,707,319,808      | 4.7                                 |
| DVD+R (SL)    | 2,295,104                                    | 4,700,372,992      | 4.7                                 |
| DVD-R DL      | 4,171,712                                    | 8,543,666,176      | 8.5                                 |
| DVD+R DL      | 4,173,824                                    | 8,547,991,552      | 8.5                                 |